# Người đàn bà xa lạ
Người đàn bà xa lạ là một bức tranh sơn dầu rộng 99 cm, cao 75,5 cm của họa sĩ người Nga Ivan Nikolaevich Kramskoi hoàn thành năm 1883, vẽ chân dung một người phụ nữ đang ngồi trên một chiếc xe ngựa hở mui đi trên cầu Anichkov bắc qua sông Fontanka, Sankt-Peterburg. Người mẫu của bức tranh hiện vẫn còn là một bí ẩn với nhiều phỏng đoán. Bản thân hình ảnh người phụ nữ trong bức tranh cũng được nhiều người mô tả với nhiều thái độ khác nhau.

## Mô tả
Bức tranh vẽ chân dung một người phụ nữ ngồi trên xe ngựa mui trần giữa buổi sáng mùa đông nước Nga, khi tuyết phủ trắng các mái nhà. Đầu đội mũ Fransisk gắn lông chim, khoác áo lông thú Skobelev kèm dải lụa xanh, cổ tay vòng vàng, găng tay da thuộc loại mỏng, sống mũi thanh tú, môi mím nhẹ, đầu ngẩng cao, người phụ nữ để lại trong lòng người xem ấn tượng "băn khoăn và lo lắng, một sự cảm mơ hồ chẳng lành và cái gì đó mới mẻ đáng nghi ngờ - một dạng phụ nữ không phù hợp với khuôn vàng thước ngọc thời gian trước đó"

## Giả thiết
Tác giả bức tranh giữ im lặng về người phụ nữ trong tranh, thậm chí cả trong triển lãm ra mắt bức tranh lẫn trong nhật ký để lại của ông. Đã có khá nhiều dự đoán về nhân vật nguyên mẫu bức tranh.
- Anna Karenina của Lev Tolstoy. Lev Tolstoy và Ivan Kramskoi là đôi bạn. Trong tiểu thuyết có đoạn tả một họa sĩ đang vẽ chân dung cho Anna Karenina, mà nguyên mẫu của họa sĩ này có thể là Kramskoi.
- Sofya Kramskaya, người con gái duy của hoạ sĩ, sinh khoảng năm 1866 (một số tài liệu ghi nhận là năm 1867). Bà học tại trường trung học bình thường, nhưng nhờ không khí sáng tạo trong gia đình, bà sớm bộc lộ lòng say mê hội họa. Kramskoy ra sức bồi dưỡng tài năng nghệ thuật của cô con gái và trở thành người thầy đầu tiên của cô. Kramskoi không cho ai biết nguyên mẫu để vẽ Người đàn bà xa lạ là ai. Nhưng sau này, các nhà nghiên cứu mĩ thuật đã đưa ra một giả thuyết khá thuyết phục, sau khi xem xét kĩ các bức tranh ông vẽ con gái: Nguyên mẫu của kiệt tác, không ai khác mà chính là Sofia Kramskaya. Vẫn đôi mày dài, cái mũi thanh tú đó, và đặc biệt là ánh nhìn, u uẩn buồn bã, như dự báo trước cuộc đời khá bi thảm của Sofia sau này.

## Tác giả
Ivan Nikolaevich Kramskoi (8/6/1837-6/4/1887) đã từng theo học tại Học viện Nghệ thuật Hoàng gia tại Saint-Peterburg từ năm 1857-1863, là một họa sĩ kiêm phê bình nghệ thuật. Những bức tranh để đời của ông gồm có chân dung tự họa năm 1867, "Những nàng tiên cá" năm 1871, "Chúa Kitô trên hoang mạc" năm 1872, "Người đàn bà xa lạ" năm 1883. Ông cũng là một trong những người đi đầu trường phái hiện thực Nga Peredvizhniki (Передвижники) cuối thế kỷ 19.

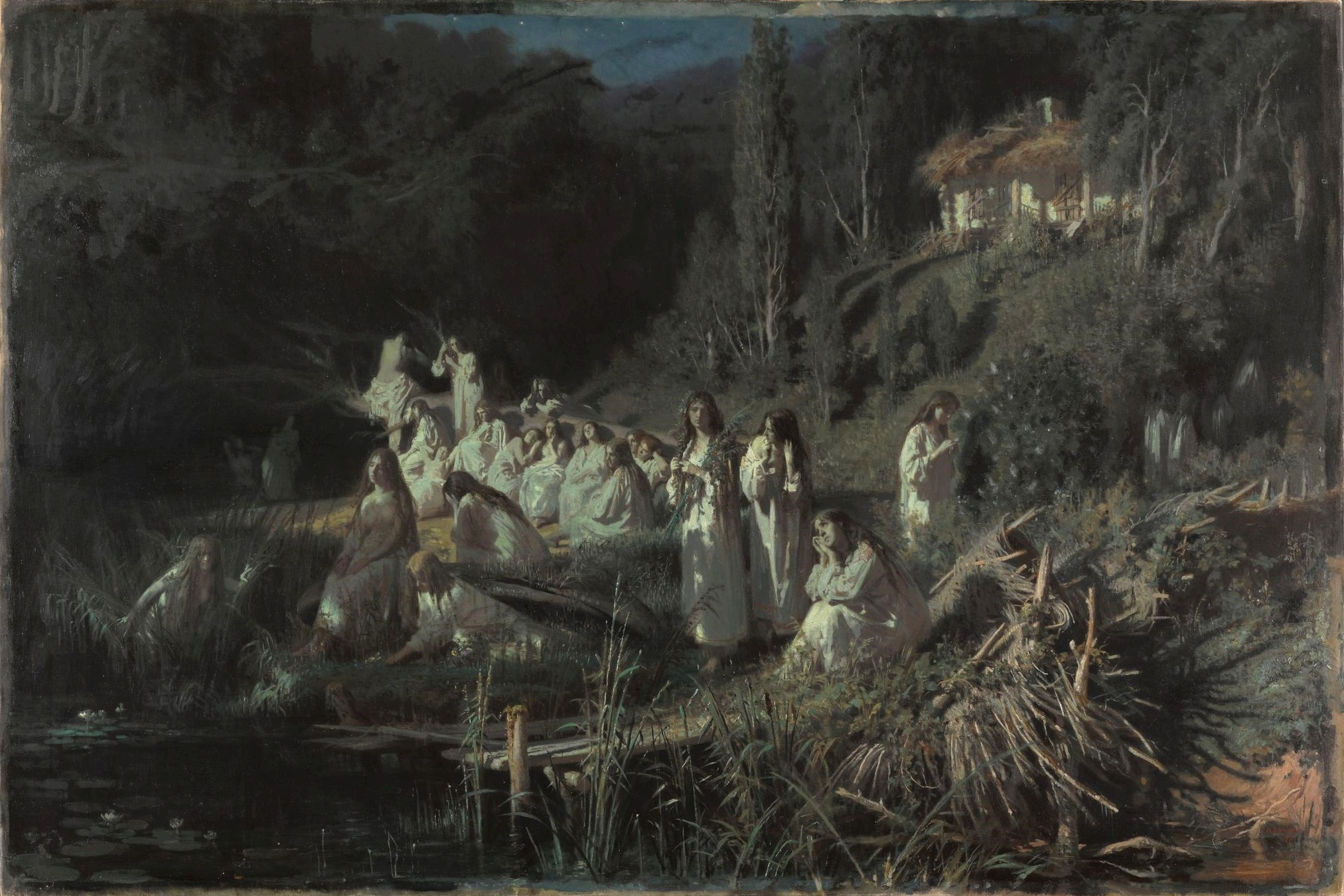
Những nàng tiên cá
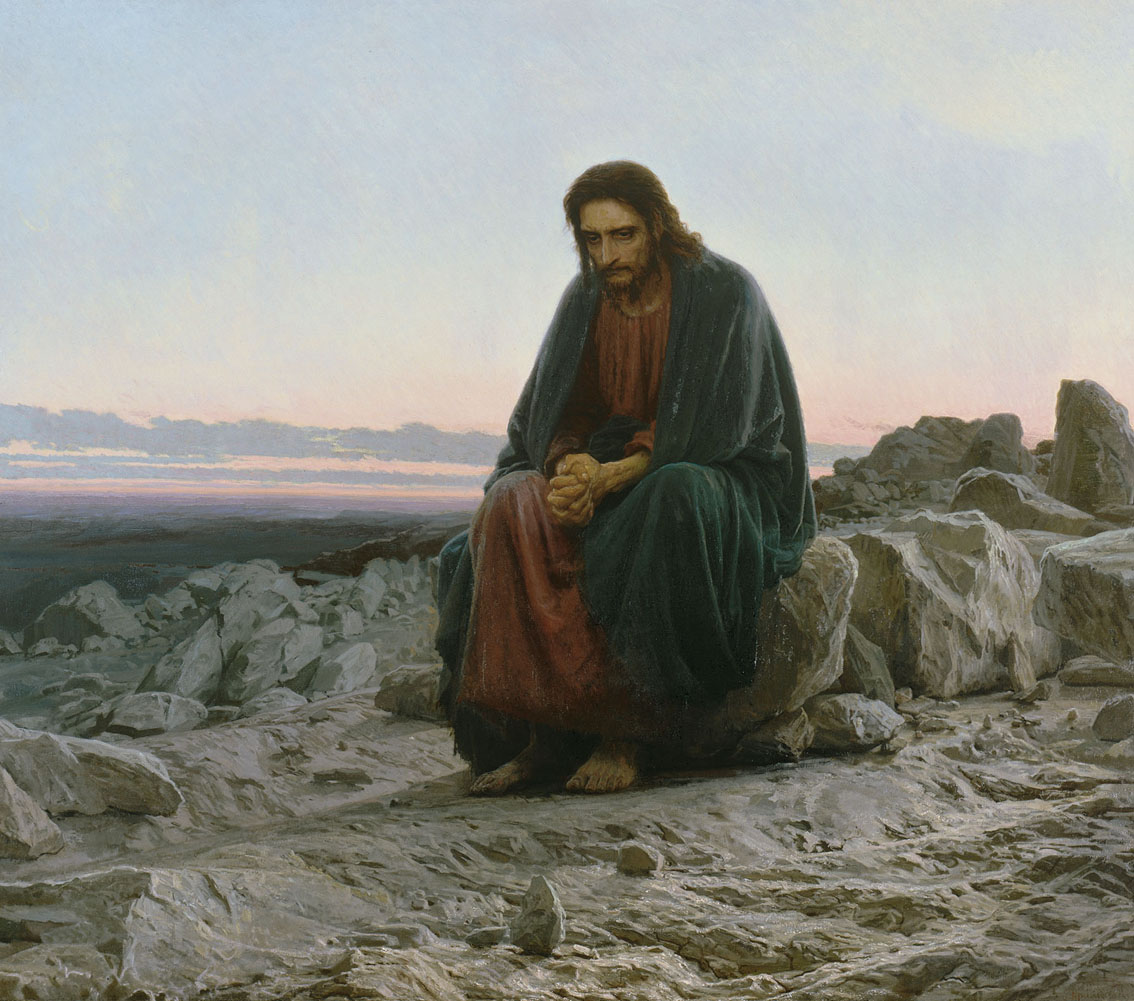
Chúa Kitô trên hoang mạc
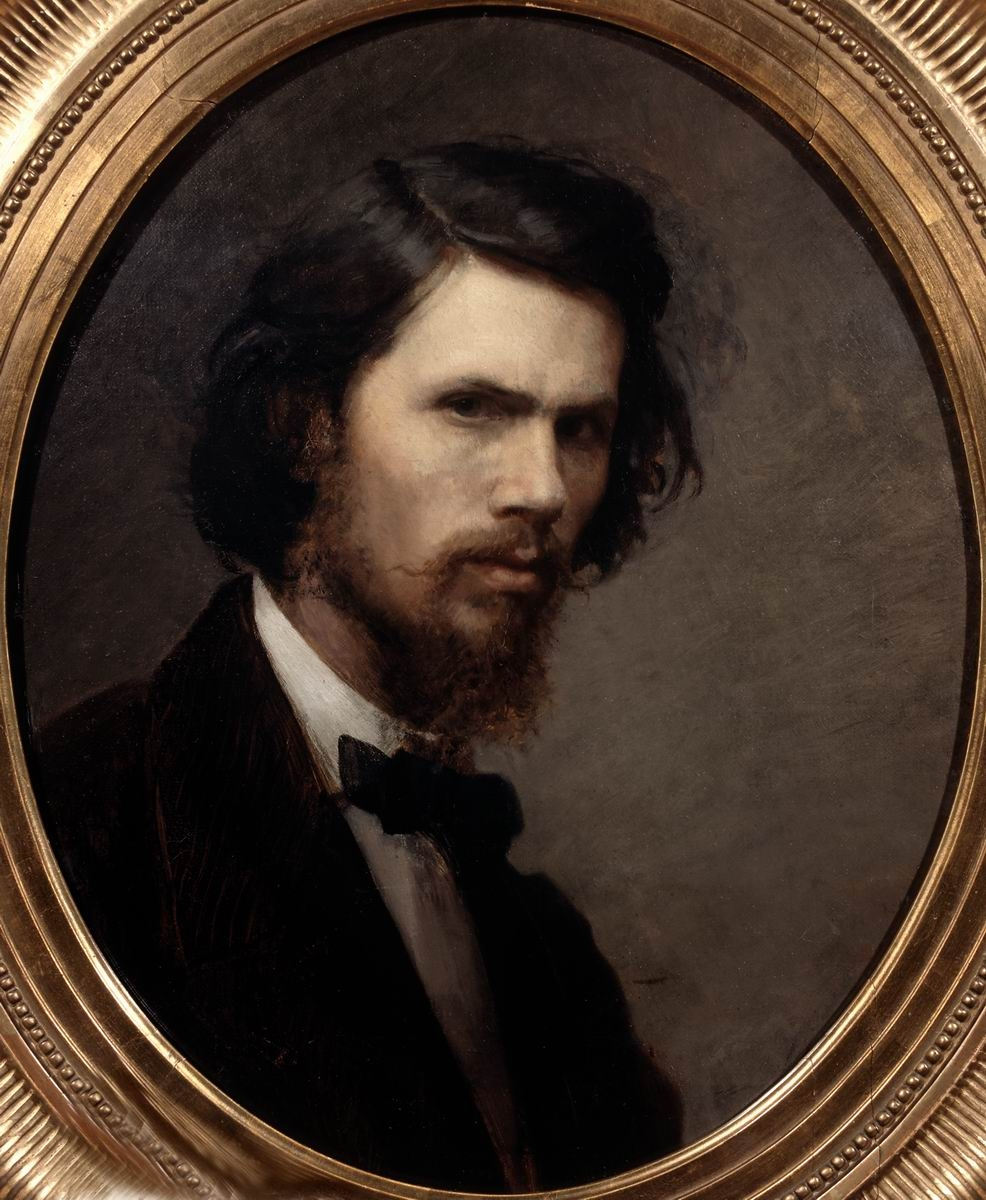
Chân dung tự họa